# Jezbiny
Jezbiny (německy  Jesbin) jsou bývalá vesnice, od roku 1950 část města Jaroměř v okrese Náchod. Nachází se asi 2,5 km jihozápadně od centra Jaroměře. Obcí procházela silnice I/33, která byla v roce 1990 přeložena na nově postavený obchvat Jezbin a Semonic. Mezi obchvat a Jezbiny je vklíněna Železniční trať Pardubice - Jaroměř - Liberec.
V Jezbinách aktivně působí sdružení dobrovolných hasičů a Sokol Jezbiny. Ten disponuje tělocvičnou používanou též ke kulturním účelům, která je propojená s místním hostincem, i moderním venkovním sportovním areálem. V Jezbinách též fungovala již zaniklá mateřská škola a stejně tak uzavřený obchod s potravinami. V roce 2009 zde bylo evidováno 93 adres. V roce 2001 zde trvale žilo 256 obyvatel.
Katastrální území má rozlohu 1,08 km2. Značnou část obce zabírá původní JZD, které i dnes provozuje zemědělskou výrobu. Právě v tomto areálu vypukl 7.9.2008 velký požár skladovací haly. Škoda byla vyčíslena na cca 24 mil. korun.

## Fotogalerie

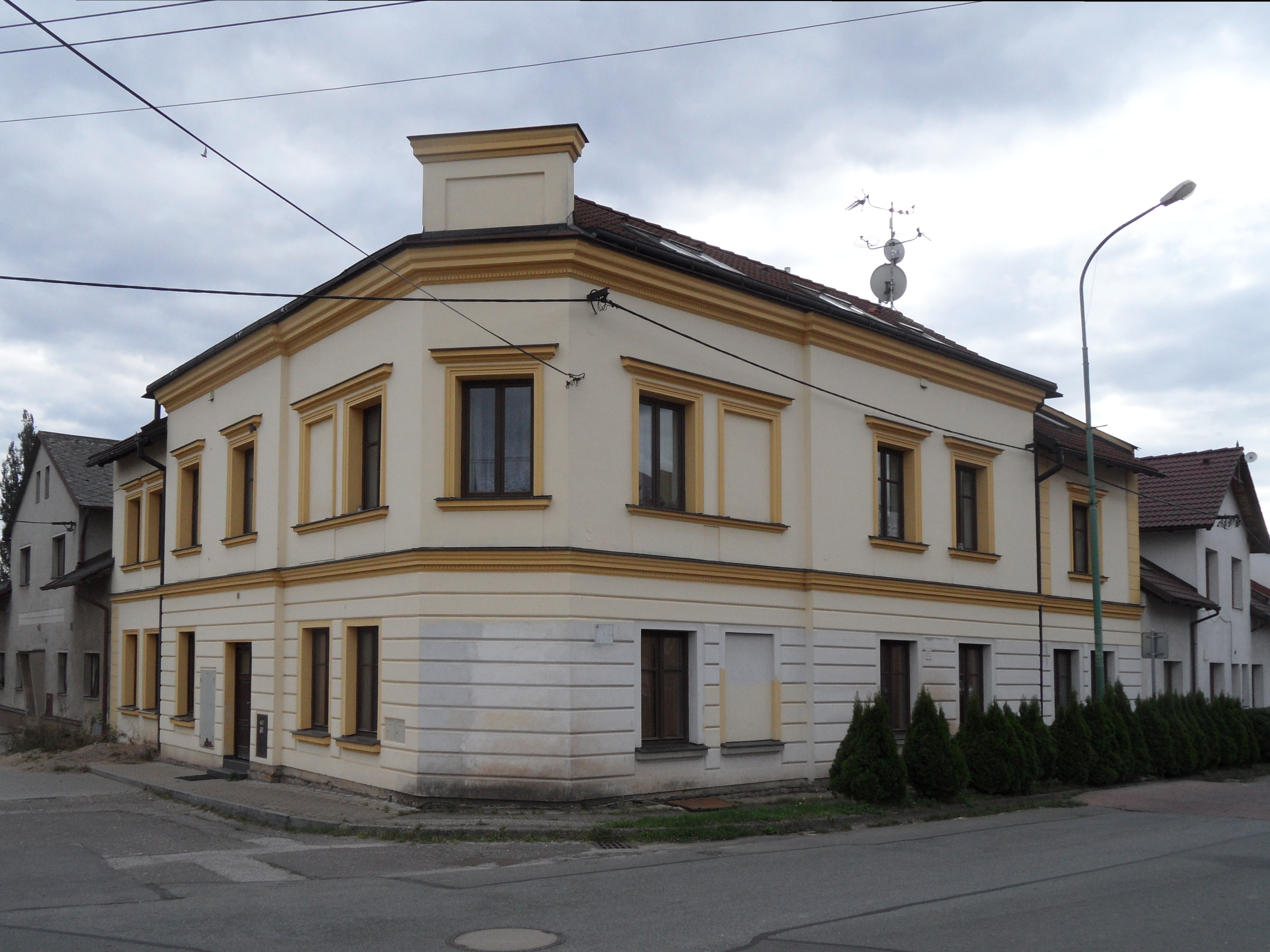
Velký rohový dům
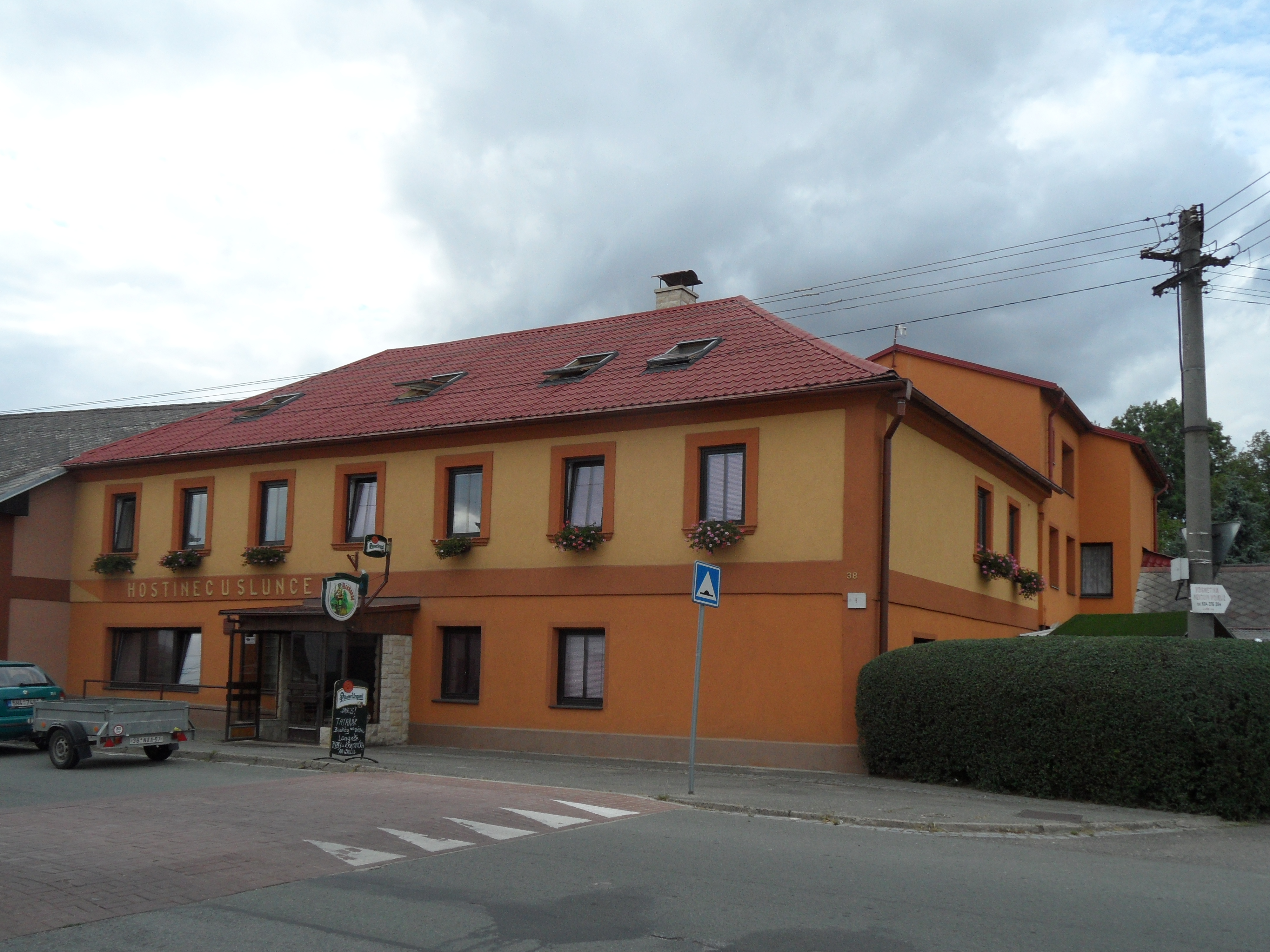
Hostinec U slunce
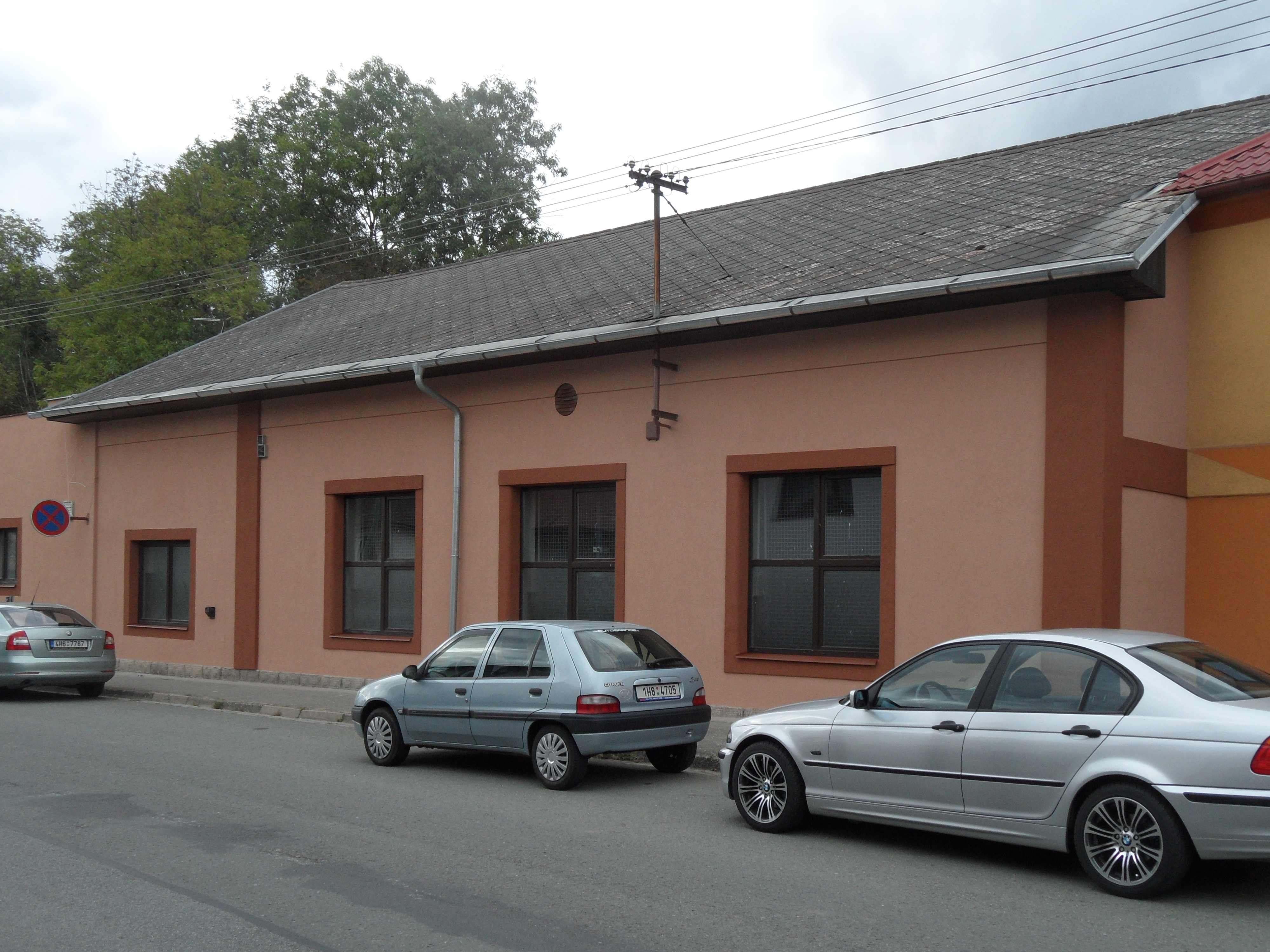
Sokolovna
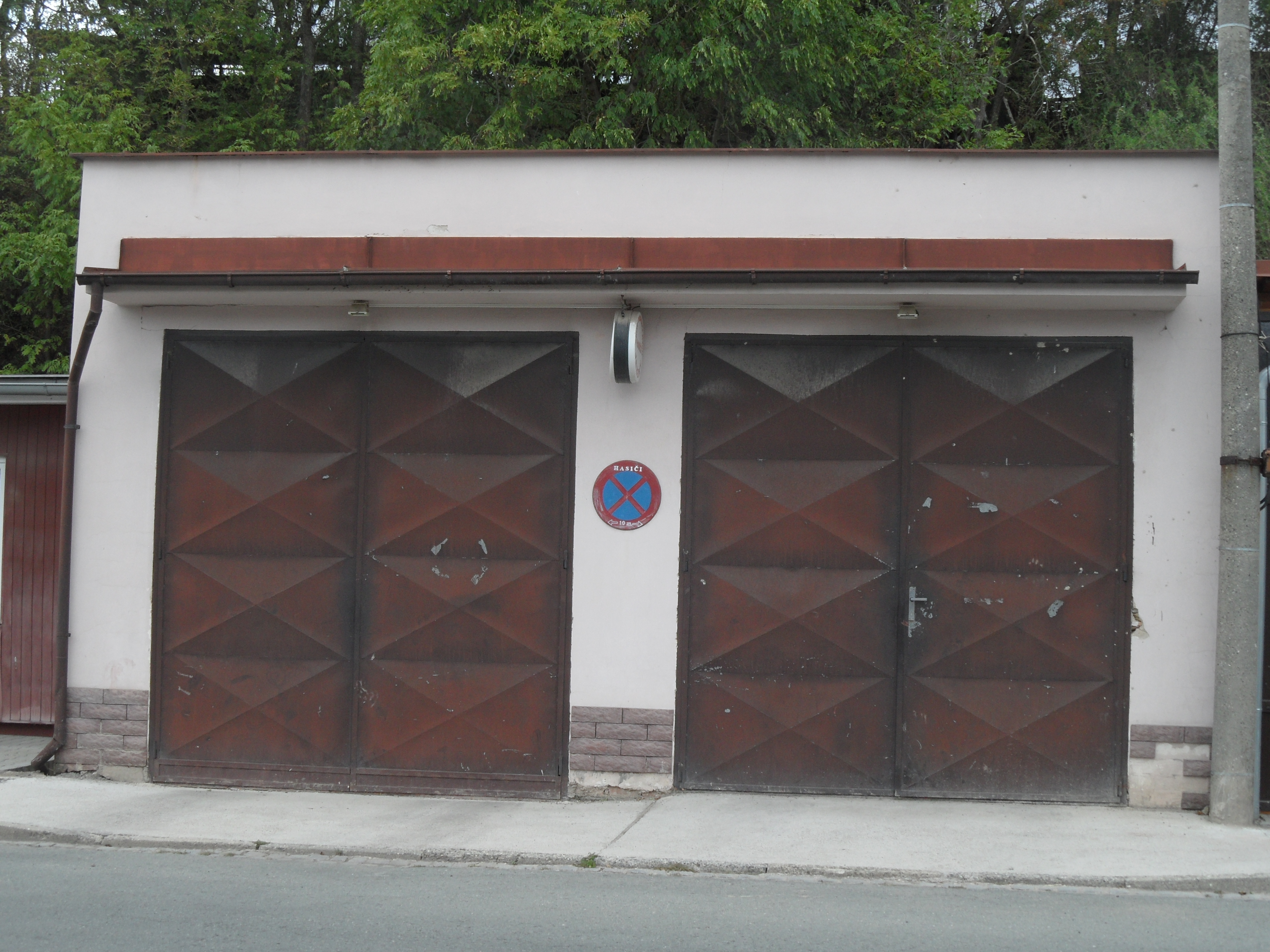
Hasičská zbrojnice